# Явуз Селим (квартал в Есенлер)
„Явуз Селим“ (на турски: Yavuz Selim) е квартал на Истанбул, разположен в околия Есенлер. Общата му площ е 0,24 км2. Според данни на Адресната система за регистриране на населението (ABPRS) към 2023 г. населението на „Явуз Селим“ е 3517 жители.